# Neivamyrmex carettei
Neivamyrmex carettei é uma espécie de formiga do gênero Neivamyrmex.